# Johan Henrik Boheman
Johan Henrik Boheman, född den 16 mars 1760 i Jönköping, död den 24 september 1824 på Anneberg, Gränna landsförsamling, var en svensk ämbetsman. Han var far till Carl Henrik Boheman.
Boheman blev auskultant i Göta hovrätt 1780, extra ordinarie notarie där 1781, vice auditör 1782, vice häradshövding 1784, auditör vid Jönköpings regemente 1786, landssekreterare i Jönköpings län 1792, assessor i Svea hovrätt 1798 och lagman i Bohus läns och Vikarnes lagsaga 1805. Han blev riddare av Nordstjärneorden 1816. Boheman vilar på Gränna kyrkogård.